# Šćulac
Šćulac – wieś w Chorwacji, w żupanii karlowackiej, w gminie Barilović. W 2011 roku liczyła 134 mieszkańców.